# 3729 Yangzhou
3729 Yangzhou (1983 VP7) là một tiểu hành tinh vành đai chính.